# Jean-Louis Tulou

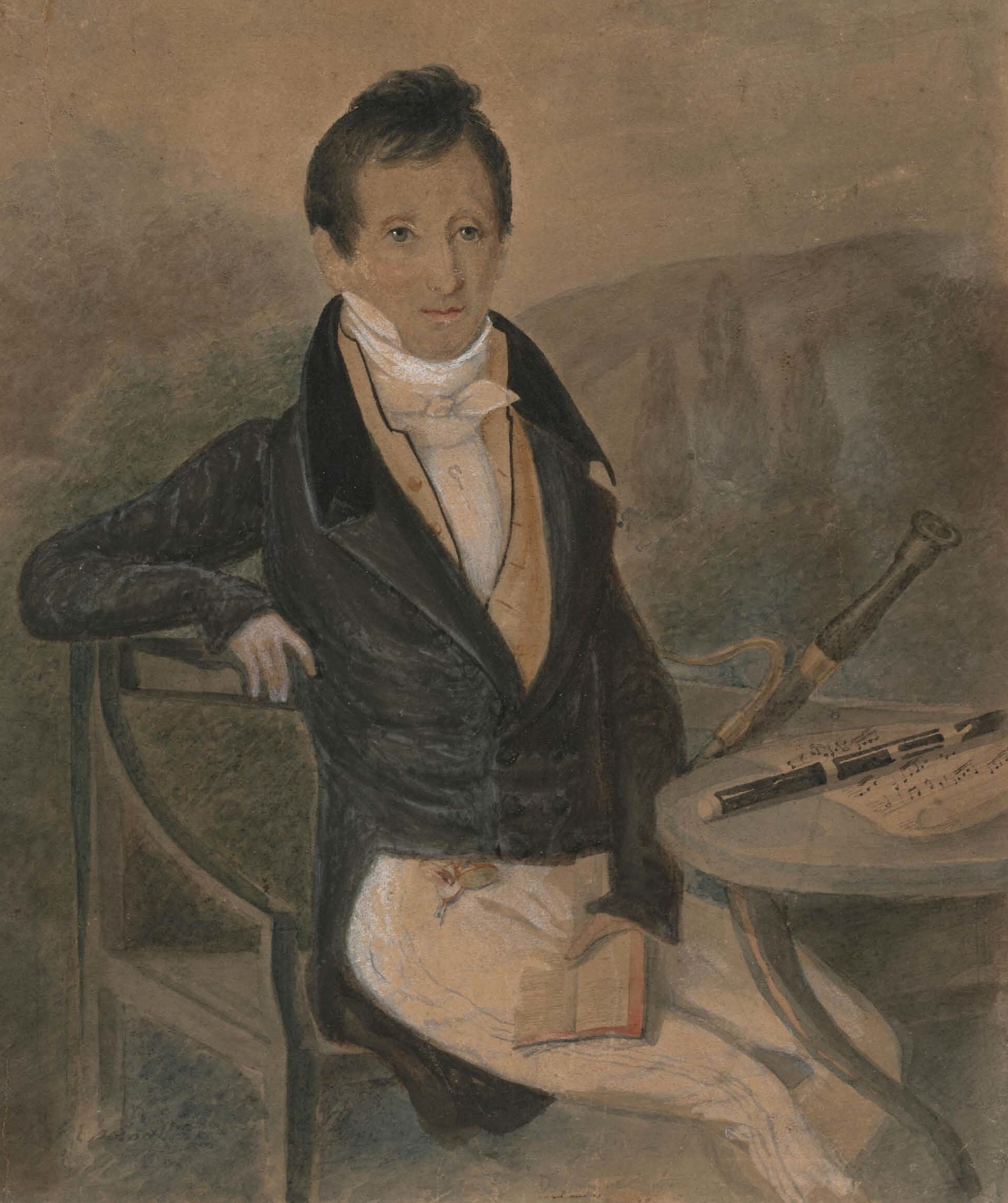
Jean-Louis Tulou, etwa 1840

Jean-Louis Tulou (* 12. September 1786 in Paris; † 24. Juli 1865 in Nantes) war ein französischer Flötist und Komponist.

## Leben
Toulous Vater war Fagottist und Professor am Pariser Konservatorium. Als Zehnjähriger wurde Jean-Louis Flötenschüler von Johann Georg Wunderlich. Bei den jährlichen Konservatoriumswettbewerben errang er 1799 einen zweiten und 1801 einen ersten Preis. 1804 trat er als Erster Flötist in das Orchester der Italienischen Oper ein, widmete sich in den folgenden Jahren aber auch der Jagd und der Malerei. 1813 wurde er Nachfolger seines Lehrers an der Großen Oper und konnte schließlich auch den mit ihm konkurrierenden Flötisten Louis Drouet in der Publikumsgunst übertrumpfen (Fétis bezeichnete Tulou als besten lebenden französischen Flötisten). Aus politischen Gründen gab er 1822 seine Stellung auf, wurde jedoch 1826 wieder an die Oper zurückberufen. 1829 erhielt er eine Professur am Konservatorium Paris. Nach der Pensionierung 1856 übersiedelte er nach Nantes.
Tulou widersetzte sich der Einführung der neu entwickelten Böhmflöte am Pariser Konservatorium, von deren klanglichen Eigenschaften er nicht überzeugt war, und blieb den konischen, 4- bis 5-klappigen Modellen treu.
Zu Tulous Schülern zählten Joseph-Henri Altès, Eugène Walckiers und Jules Demersseman.

## Werk
Tulou hinterließ etwa 130 Kompositionen, die hauptsächlich seinem Instrument gewidmet sind, darunter 15 „Grand Solos“, die für die jährlichen Konservatoriumswettbewerbe entstanden. Als sein op. 100 erschien 1835 das Lehrwerk „Méthode de flûte“. Gemeinsam mit Jacques Nonon betätigte er sich auch als Flötenbauer.